# لنارد (اکلاهما)
لنارد (به انگلیسی: Leonard) یک منطقهٔ مسکونی در ایالات متحده آمریکا است که در شهرستان تالسا، اکلاهما واقع شده‌است.